# Valle Castellana
Valle Castellana község (comune) Olaszország Abruzzo régiójában, Teramo megyében.

## Fekvése
A megye északnyugati részén fekszik. Határai: Accumoli, Acquasanta Terme, Amatrice, Arquata del Tronto, Ascoli Piceno, Campli, Civitella del Tronto, Rocca Santa Maria és Torricella Sicura.

## Története
A település eredetére vonatkozóan nincsenek pontos adatok. Valószínűleg a 10-11. században alakult ki miután szerzetesek telepedtek meg területén, viszont a régészeti kutatások kimutatták, hogy már a római korban lakott vidék volt. A következő századokban nemesi birtok volt. Önálló községgé a 19. század elején vált, amikor a Nápolyi Királyságban felszámolták a feudalizmust.

## Népessége
A népesség számának alakulása:

## Főbb látnivalói
- Santa Rufina-templom
- San Vito-templom
- San Giovanni Battista-templom
- Castello Bonifacci Vallenquinában